# Herman Jurgens
Hermanus „Herman“ Johannes Martinus Jurgens (* 18. Juli 1884 in Capelle aan den IJssel; † 7. September 1964) war ein niederländischer Fußballspieler. Der Stürmer bestritt 1908 zwei Länderspiele gegen Belgien für die niederländische Fußballnationalmannschaft.